# Scomparsa del Boeing 727 in Angola nel 2003
Il 25 maggio 2003 un Boeing 727, immatricolato N844AA, è stato rubato all'aeroporto Quatro de Fevereiro di Luanda, in Angola, provocando una ricerca mondiale da parte del FBI e della CIA. Da allora non è stata trovata alcuna traccia dell'aereo.

## Contesto
L'aereo coinvolto era un Boeing 727-223 prodotto nel 1975 e facente parte della flotta di American Airlines per venticinque anni. Il suo ultimo proprietario era una società con sede a Miami chiamata Aerospace Sales & Leasing. Mentre era in prestito alla TAAG Angola Airlines, l'aereo era stato messo a terra all'aeroporto Quatro de Fevereiro di Luanda, rimanendo fermo per quattordici mesi e accumulando più di $ 4 milioni in tasse aeroportuali non pagate. Era uno dei due aerei dell'aeroporto che era in procinto di essere convertito per l'uso da parte dell'IRS Airlines. L'FBI lo descrisse come "...non verniciato di colore argento con una striscia di blu, bianco e rosso (residui della storica livrea dell'American Airlines). L'aereo era precedentemente nella flotta aerea di una grande compagnia aerea, ma tutti i sedili dei passeggeri sono stati rimossi. È attrezzato per trasportare gasolio."

## La sparizione
Si ritiene che il 25 maggio 2003, poco prima del tramonto (probabilmente le 17:00 ora locale), due uomini siano saliti a bordo dell'aereo. Uno di loro era il pilota e ingegnere di volo americano Ben C. Padilla. L'altro, John M. Mutantu, era un meccanico assunto dalla Repubblica del Congo. Nessuno dei due era certificato per pilotare un Boeing 727 e avevano bisogno di un membro dell'equipaggio aggiuntivo per pilotare l'aereo. Secondo le autorità statunitensi, Padilla sarebbe stato ai comandi. Un dipendente dell'aeroporto riferì di aver visto a bordo dell'aeromobile una sola persona alla volta; altri funzionari dell'aeroporto hanno dichiarato che due uomini erano saliti a bordo dell'aereo prima dei fatti.
L'aereo iniziò a rullare senza comunicare con la torre di controllo. Manovrò in modo irregolare rullando in una pista senza autorizzazione. Gli ufficiali della torre cercarono di mettersi in contatto, ma nessuno rispose. Senza luci, l'aereo decollò diretto a sud-ovest sull'Oceano Atlantico prima di scomparire. Prima del decollo era stato riempito con 53.000 litri (14.000 galloni) di carburante, dandogli un'autonomia di circa 2.400 chilometri (1.500 mi; 1.300 nmi). Né l'aereo né i due uomini sono più stati visti da allora e nessun detrito dell'aereo è stato trovato a terra o in mare.

## Teorie
La sorella di Padilla, Benita Padilla-Kirkland, disse al South Florida Sun-Sentinel nel 2004 che la sua famiglia sospettava che l'uomo avesse pilotato l'aereo e temeva che in seguito si fosse schiantato da qualche parte in Africa o fosse trattenuto contro la sua volontà; una teoria con la quale il presidente di Aerospace Sales & Leasing Maury Joseph, che aveva esaminato l'aereo due settimane prima della sua scomparsa, si trovò d'accordo. Tuttavia le autorità statunitensi sospettarono che la storia passata di frode contabile di Joseph abbia avuto un ruolo, ritenendo che il furto dell'aereo fosse stato causato da una faida commerciale o sia stato il risultato di una truffa.
Nel luglio 2003 viene segnalato un possibile avvistamento dell'aereo scomparso a Conakry, Guinea, totalmente respinto dal Dipartimento di Stato degli Stati Uniti.
Rapporti resi pubblici come parte della fuga di collegamenti diplomatici degli Stati Uniti, indicano che gli Stati Uniti hanno cercato l'aereo in più paesi dopo l'evento. Un agente di sicurezza regionale cercò l'aereo nello Sri Lanka senza successo. Una ricerca a terra è stata condotta anche da diplomatici di stanza in Nigeria in più aeroporti senza trovarlo. Il telegramma dalla Nigeria affermava anche che i diplomatici non ritenevano probabile un atterraggio del 727 in un importante aeroporto poiché l'aereo avrebbe potuto essere facilmente identificato.
Inoltre, un lungo articolo pubblicato su Air & Space Magazine nel settembre 2010 non è stato in grado di trarre alcuna conclusione sulla posizione o sul destino dell'aereo, nonostante le ricerche e le interviste con individui a conoscenza dei dettagli relativi alla scomparsa.